# Werner Hartmann
Werner Hartmann (ur. 11 grudnia 1902 w Wernigerode, zm. 26 kwietnia 1964 w Ussel/Waldeck) – niemiecki oficer marynarki w stopniu komandora, dowódca niemieckich okrętów podwodnych (U-Bootów) w czasie II wojny światowej.

## Życiorys
Hartmann miał dwójkę rodzeństwa, a jego ojciec był ewangelickim pastorem w Silstedt. Zaraz po zakończeniu I wojny światowej wstąpił do Reichsmarine. Doświadczenie dowódcze zdobywał na torpedowcach. W 1935 roku wstąpił do U-Bootwaffe. Na U-26 uczestniczył w międzynarodowej służbie kontrolnej podczas hiszpańskiej wojnie domowej.
Od października 1938 do 31 grudnia 1939 roku był dowódcą 6. Flotylli U-Bootów „Hundius”, w okresie zaś od stycznia do maja 1940 roku dowodził 2. Flotyllą U-Bootów „Saltzwedel”. W chwili wybuchu II wojny światowej dowodził U-37 należącym do 2 Flotylli. Z U-37 Hartmann wypłynął na trzy patrole. Na pierwszym (5 października do 8 listopada 1939 roku) zatopił osiem statków o łącznej pojemności 35 306 BRT, na drugim (28 stycznia 1940 roku do 27 lutego 1940) osiem statków o łącznej pojemności 24 538 BRT. Po powrocie admirał Karl Dönitz uznał, że dowodzenie z lądu jest bardziej efektywne. Hartmann służył potem na różnych stanowiskach sztabowych.
W 1942 roku objął dowodzenie U-198, na którym odbył trzeci pod względem długości patrol bojowy podczas II wojny światowej. Wyszedł z Kilonii w 1943 roku, prowadził działania w rejonie wschodnich wybrzeży Związku Południowej Afryki, a do Bordeaux powrócił 24 października. W 1944 roku Hartmann został Führerem der Unterseeboote (FdU) (dowódcą okrętów podwodnych) na obszar Morza Śródziemnego.
W sumie Werner Hartmann odbył 4 patrole, podczas których zatopił 26 statków o łącznej pojemności 115 338 BRT. Po wojnie wstąpił 1 lipca 1956 roku do Deutsche Marine, a 1 kwietnia 1962 roku przeszedł na emeryturę.

## Awanse
- 1 kwietnia 1923 – chorąży marynarki (Fähnrich zur See)[1]
- 1 października 1925 – podporucznik marynarki (Leutnant zur See)[1]
- 1 lipca 1927 – porucznik marynarki (Oberleutnant zur See)[1]
- 1 października 1933 – kapitan marynarki (Kapitänleutnant)[1]
- 1 lipca 1937 – komandor podporucznik (Korvettenkapitän)[1]
- 1 kwietnia 1941 – komandor porucznik (Fregattenkapitän)[1]
- 1 kwietnia 1943 – komandor (Kapitän zur See)[1]

## Odznaczenia
- 8 listopada 1939 – Krzyż Żelazny II klasy[2]
- 8 listopada 1939 – Krzyż Żelazny I klasy[2]
- Krzyż Rycerski Krzyża Żelaznego z liśćmi dębu[2]
  - Krzyż Rycerski – 9 maja 1940[2]
  - Liście Dębu do Krzyża Rycerskiego – 5 listopada 1944[2]